# Die Geschichte der Liebe
Die Geschichte der Liebe ist der zweite Roman der amerikanischen Schriftstellerin Nicole Krauss. Er wurde 2005 veröffentlicht und erschien 2006 im Rowohlt Verlag auf Deutsch. Im Mittelpunkt des Romans steht ein Buchmanuskript, das den Titel "Die Geschichte der Liebe" trägt und das der polnische Jude Leopold (Leo) Gursky für seine große Liebe Alma Mereminski verfasst hat und von dem er fälschlicherweise glaubt, es sei verloren gegangen. Nicole Krauss erzählt parallel mehrere miteinander verwobene Handlungsstränge, die rund um dieses Manuskript kreisen. 2016 wurde die von Radu Mihăileanu inszenierte Verfilmung veröffentlicht.

## Inhalt
Die beiden zentralen Handlungsstränge drehen sich einerseits um Leopold Gursky, andererseits um Alma Singer, die nach der Alma im „Buch der Liebe“ benannt wurde. Immer wieder springt Krauss in Erzähl- und Zeitebenen, so dass die Rezensentin in der Zeit festhält, die Autorin mache es „dem Leser oft genug verdammt schwer [...], den Überblick zu behalten.“

### Leopold Gursky
Etwa 70 Jahre vor der Gegenwart verliebte sich der in Polen lebende damals zehnjährige Leo Gursky in seine Nachbarin Alma Mereminski. Die zwei beginnen eine Beziehung, die sich über die nächsten zehn Jahre entwickelt. In dieser Zeit schrieb Leo drei Bücher für Alma. Das erste Buch fand Alma zu realistisch, das zweite zu phantastisch und daher unglaubwürdig, und das dritte war die Geschichte der Liebe, die allerdings nicht fertig wurde, bevor die unterdessen 20-jährige Alma wegen der Nationalsozialisten nach Amerika auswanderte. Leo weiß zu diesem Zeitpunkt nicht, dass Alma von ihm schwanger ist.
Nach dem Einmarsch der Deutschen in Polen lebte Leo im Untergrund und flüchtete schließlich nach Amerika, wo er Alma wiederfindet. Alma ging jedoch davon aus, dass Leo im Krieg gestorben ist, und hat geheiratet und mit ihrem Ehemann ein zweites Kind. Sie gibt Leos Bitte, mit ihr zu kommen, nicht nach, informiert ihn aber über seinen mittlerweile 5-jährigen Sohn Isaac. Leo wünscht sich, am Leben seines Sohnes Anteil zu nehmen, unternimmt jedoch keine Schritte, um in Kontakt mit ihm zu treten.
In der Gegenwart ist Leo ein alter einsamer Mann, der in New York lebt und auf seinen Tod wartet, zusammen mit seinem wiedergefundenen Kindheitsfreund Bruno, von dem unklar bleibt, ob er nur in Leos Phantasie existiert. Seine große Liebe Alma ist gestorben, und auch sein zu einem bekannten Schriftsteller gewordener Sohn stirbt. Er versucht obsessiv, mehr über seinen Sohn herauszufinden, dem er kurz vor seinem Tod ein eigenes Romanmanuskript gesandt hatte, und bricht in sein Haus ein.
Zudem versucht Leo das Manuskript der Geschichte der Liebe wiederzuerhalten, das er seinem Freund Zvi Litvinoff gegeben hatte, der nach Chile ausgewandert war. Er weiß nicht, dass Litvinoff das Buch auf Spanisch übersetzt und unter seinem eigenen Namen in kleiner Auflage veröffentlicht hat, weil er davon ausging, dass Leo getötet worden war.

### Alma Singer
Parallel zur Geschichte des alten Mannes Leo Gursky erzählt Krauss jene des Mädchens Alma Singer, die nach der Alma in der Geschichte der Liebe benannt wurde. Die Kapitel zu Alma Singer sind bereits typographisch deutlich von den anderen zu unterscheiden, da sie in kurze, nummerierte und mit Titeln versehene Abschnitte gegliedert sind.
Alma versucht, den Tod ihres Vaters zu überwinden. Ihre Mutter ist alleine und distanziert und flüchtet in ihre Tätigkeit als Übersetzerin. Ihr jüngerer Bruder sucht Trost in der Religion, wobei er den Realitätsbezug verliert und „Bird“ genannt wird, weil er aus einem Fenster gesprungen ist, um zu fliegen.
Eines Tages bekommt Almas Mutter einen Brief eines Mannes namens Jacob Marcus, der sie ersucht, die Geschichte der Liebe von Spanisch auf Englisch zu übersetzen, da er eine emotionale Bindung zum Buch habe. Alma möchte ihre einsame Mutter mit Jacob Marcus verkuppeln und macht sich auf die Suche nach ihm. Um das zu erreichen, sucht sie auch nach der Alma Mereminski, die im Buch erwähnt ist. Sie findet heraus, dass diese gestorben ist, trifft aber auf ihren Sohn Isaac. Als sie dessen Werk liest, stellt sie fest, dass die Hauptfigur eines seiner Bücher Jacob Marcus ist und sie begreift, dass Isaac ihre Mutter engagiert hat, um die Geschichte der Liebe zu übersetzen. Nachdem sie Isaac zu Hause nicht antrifft, hinterlässt sie ihm eine Nachricht mit ihrer Telefonnummer an der Tür.

### Schluss
In der Zwischenzeit liest Bird das Tagebuch seiner Schwester Alma, in dem sie ihre Überlegungen betreffend der Geschichte der Liebe festhält. Zudem nimmt er einen eigentlich an Alma gerichteten Telefonanruf von Isaacs Halbbruder entgegen, der Almas Notiz gefunden hatte und sie informieren wollte, dass nicht Zvi Litvinoff der Autor der "Geschichte der Liebe" ist, sondern Leo Gursky. Bird deutet Tagebucheinträge und Anruf falsch und vermutete, dass er und Alma unterschiedliche Väter hätten und Leo Gursky Almas richtiger Vater sei. Er entscheidet sich, ein Treffen zwischen Alma und Leo zu lancieren, und schickt beiden einen Brief, dass der andere ein Treffen wünsche.
Die letzten Seiten des Romans schildern das Treffen zwischen den beiden abwechselnd aus Leos und Almas Perspektive. Beide sind zuerst verwirrt. Leo glaubt, er sitze „seiner“ Alma gegenüber und dass er sich das nur einbildet. Als er versteht, dass dem nicht so ist, erzählt er Alma über Bruno und Isaac und Alma versteht, wer Leo ist: der ursprüngliche Autor der Geschichte der Liebe. Alma fragt ihn, ob er je ein Mädchen namens Alma Mereminski geliebt hat. Leo ist darüber so gerührt, dass er es nicht schafft zu antworten. Schließlich sagt er schlicht drei Mal „Alma“. Das Buch endet mit Gurskys Nekrolog, der auch die letzte Seite der von Litvinoff veröffentlichten Version der Geschichte der Liebe ist.

## Vergleich mitExtrem laut und unglaublich nah
Die Geschichte der Liebe wurde im selben Jahr wie Extrem laut und unglaublich nah veröffentlicht, der Roman von Jonathan Safran Foer, den Krauss kurz zuvor geheiratet hatte. Krauss und Foer widmeten sich die Geschichte der Liebe bzw. Extrem laut und unglaublich nah gegenseitig. Den beiden Büchern ist gemeinsam, dass sie von je einem jungen Menschen handeln, der sich in New York auf eine Suche macht. Beide Protagonisten treffen auf alte Männer mit Erinnerungen an den Zweiten Weltkrieg. Beide alte Männer leiden unter dem Tod von lange verlorenen Söhnen. Die beiden Geschichten verwenden zudem ähnliche und ungewöhnliche literarische Techniken, insbesondere ungewöhnliche Typographie.

## Verfilmung
- 2016: Die Geschichte der Liebe – Regie: Radu Mihăileanu

## Belege
1. ↑  Eva Manesse: Alma sucht das Glück. In: Die Zeit. 13. Oktober 2005.
2. ↑  Maslin: Books of the Times: The Story Of a Book Within A Book. In: The New York Times. 25. April 2005, abgerufen am 5. Januar 2014.